# Archidiecezja Ferrary-Comacchio
Archidiecezja Ferrary-Comacchio – łac. Archidioecesis Ferrariensis-Comaclensis – archidiecezja Kościoła rzymskokatolickiego we Włoszech. Wchodzi w skład regionu kościelnego Emilia-Romania.
Diecezja Ferrara została erygowana w IV wieku. 27 lipca 1735 wieku została podniesiona do rangi archidiecezji. 30 września 1986 została połączona z diecezją Comacchio (która istniała od VI wieku).